# James McNeal Kelly
James McNeal Kelly (Burlington, Iowa, 1964. május 14. –) amerikai mérnök, űrhajós, ezredes.

## Életpálya
1986-ban a Haditengerészeti Akadémián (USAF Academy) űrhajózási mérnök oklevelet szerzett. 1987-ben kapott repülőgép vezetői jogosítványt. Szolgálati repülőgépe az F–15 volt. Japánban Okinawán teljesített szolgálatot. 1992-től az Otis Air National Guard Base Cape Cod (Massachusetts) oktató- és  értékelő pilóta, kiképzési parancsnok. 1994-ben tesztpilóta kiképzésben részesült. 1996-ban az University of Alabama keretében megvédte mérnöki diplomáját. Több mint 2500 órát töltött a levegőben, több mint 35 különböző repülőgépet és változatait vezetett, illetve tesztelt.
1996. május 1-től a Lyndon B. Johnson Űrközpontban részesült űrhajóskiképzésben. Két űrszolgálata alatt összesen 26 napot, 17 órát és 21 percet (641 óra) töltött a világűrben. Űrhajós pályafutását 2010 decemberében fejezte be.

## Űrrepülések
- STS–102, a Discovery űrrepülőgép 29. repülésének pilótája. Személyzet csere és ellátmány (10 tonna hasznos terhet) szállítás a Leonardo Multi-Purpose Logistics Module (MPLM) segítségével a Nemzetközi Űrállomásra. Első űrszolgálata alatt összesen 12 napot, 19 órát és 12 percet (307 óra) töltött a világűrben. 8 500 000 kilométert (5 300 000 mérföldet) repült, 201 kerülte meg a Földet.
- STS–114, a Discovery űrrepülőgép 31. repülésének pilótája. Utánpótlást vitt a Nemzetközi Űrállomásra (ISS). Fő feladatként határozták meg az űrrepülőgép külső hővédő felületének ellenőrzését, illetve a szükséges javítások végzését. Negyedik űrszolgálata alatt összesen 13 napot, 21 órát és 22 percet (333 óra) töltött a világűrben. 9 300 000 kilométert (5 800 000 mérföldet) repült, 219 alkalommal kerülte meg a Földet.